# William Cullen, Baron Cullen of Whitekirk

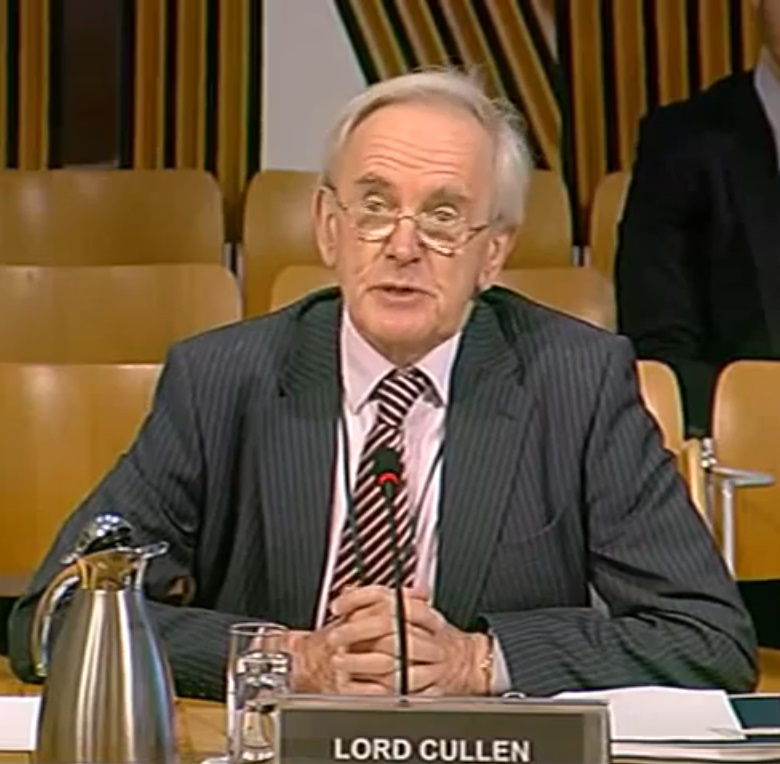
William Cullen, Baron Cullen of Whitekirk, 2021

William Douglas Cullen, Baron Cullen of Whitekirk, KT, PC, FRSE (* 18. November 1935) ist einer der ranghöchsten Mitglieder der schottischen Justiz. Er war Lord Justice General und Lord President of the Court of Session sowie ein Lord of Appeal im House of Lords bis zur Übertragung dieser juristischen Funktionen an den Supreme Court of the United Kingdom.

## Leben und Karriere
William Douglas Cullen besuchte die High School of Dundee und die Universitäten St Andrews sowie Edinburgh. Üblicherweise benutzt er seinen zweiten Vornamen. Er wurde 1960 von der Faculty of Advocates zugelassen und war von 1970 bis 1973 Standing Junior Counsel beim Her Majesty's Customs and Excise. 1973 wurde er zum Kronanwalt (Queen's Counsel) ernannt und war von 1978 bis 1981 Advocate Depute.
Von 1977 bis zu seiner Ernennung zum Richter 1986 war Cullen Vorsitzender (Chairman) der Medical Appeal Tribunals. Er wurde 1986 zum Senator des College of Justice, einem Richter des High Court of Justiciary und Court of Session als Lord Cullen ernannt. Von 1987 bis 1997 gehörte er der Royal Commission on Ancient and Historical Monuments of Scotland an und seit 1997 dem Privy Council. Von 1988 bis 1990 leitete er die öffentliche Untersuchung über das Piper-Alpha-Unglück und 1996 über die Schießereien an der Dunblane Primary School. Von 1994 bis 2001 war er  Direktor (Governor) der St Margaret's School Edinburgh. Cullen gehörte von 1996 bis 2005 dem Committee der Napier University an.
Im Oktober 1999 wurde er zum Vorsitzenden der Ladbroke Grove Rail Inquiry ernannt. Er war Lord Justice Clerk und President of the Second Division des Inner House von 1997 bis 2001, im Anschluss wurde er zum Lord Justice General und Lord President of the Court of Session ernannt.
1995 war er als Vorsitzender an einer Review of Business of Outer House of Court of Session beteiligt. Von 1999 bis 2001 gehörte er der Ladbroke Grove Rail Inquiry und von 2008 bis 2009 der Review of Fatal Accident Inquiry Legislation als Vorsitzender an.
Im März 2002 leitete Cullen das aus fünf Richtern bestehende Tribunal am Scottish Court in the Netherlands, dass den gescheiterten Einspruch von Abdel Basit Ali al-Megrahi gegen seine Verurteilung für die Lockerbie-Anschläge anhörte.
Am 15. Juli 2005 kündigte er seinen Rücktritt mit November 2005 an. Am 24. November verkündete die Scottish Executive, dass Arthur Hamilton, Lord Hamilton, ein Mitglied des Inner House des Court of Session sein Nachfolger als Lord Justice General und Lord President of the Court of Session wird.

## Mitgliedschaft im House of Lords
Cullen wurde am 17. Juni 2003 als Baron Cullen of Whitekirk, of Whitekirk in East Lothian, zum Life Peer erhoben. Am 24. Juni 2003 wurde er im House of Lords offiziell eingeführt. Er gehört dort der Fraktion der Crossbencher an, hielt am 12. Februar 2004 seine erste Parlamentsrede.
Er war einer von fünf zusätzlichen Lords of Appeal im Oberhaus. Nach dem 7. Februar 2005 meldete er sich zunächst nicht zu Wort. Bis 2008 war er Lord of Appeal. Erst am 2. Februar 2012 sprach er dort erneut. An einer Abstimmung nahm er bislang noch nicht teil (Stand: Oktober 2012).
Cullen ist nur sporadisch an den Sitzungstagen anwesend.

## Spätere Karriere
Am 25. Juni 2005 wurde er zum Präsidenten der Saltire Society, als Nachfolger von Stewart Sutherland, Baron Sutherland of Houndwood gewählt.
Seit 2007 ist Cullen Mitglied des Civil and Commercial Court of Qatar und Vorsitzender (Chairman) des Board of the Signet Accreditation Limited, sowie seit 2000 Präsident
der schottischen Freiwilligenorganisation Sacro. Außerdem ist Cullen Mitglied des Treuhandrates (Trustee) des Bute House Trust und des Buildings of Scotland Trust.

## Ehrungen
Am 30. November 2007 wurde bekannt gegeben, dass er zum Knight Companion des Distelordens ernannt werden soll. Der Ritterschlag erfolgte in einer Zeremonie in Edinburgh durch Elizabeth II. am 2. Juli 2008. Am 4. September 2009 wurde er Kanzler (Chancellor) der University of Abertay Dundee.
Cullen ist Träger zahlreicher Ehrendoktorwürden. Er ist Ehrendoktor der Rechtswissenschaften (Hon LLD) der University of Aberdeen (1992), der University of St Andrews (1997), der University of Dundee (2000), der University of Edinburgh (2000) und der Glasgow Caledonian University (ebenfalls 2000). 1995 ehrte ihn die Heriot-Watt University mit einem Ehrendoktortitel der Universität (Hon DUniv).
Er ist Fellow der Royal Society of Edinburgh seit 1993, Honorary Fellow bei der Royal Academy of Engineering seit 1995, Honorary Fellow des Royal College of Surgeons Edinburgh seit 2006, sowie seit 2010 Fellow des Royal College of Physicians of Edinburgh.